# 图默利拉市镇
图默利拉市镇（瑞典語：Tomelilla kommun）是瑞典南部斯科讷省的一个市镇。其治所位于图默利拉。